# Сфера Пуанкаре
Сфера Пуанкаре — пример трёхмерной гомологической сферы, то есть трёхмерное многообразие, все гомологические группы которого совпадают с гомологическими группами трёхмерной сферы.
Пример был построен Пуанкаре. 
Этот пример показывает, что условие на фундаментальную группу в гипотезе Пуанкаре не может быть ослаблено до условия на группы гомологий.

## Построения
- Сфера Пуанкаре может быть получена из додекаэдра склеиванием каждой грани с противоположной, повёрнутой на угол {\displaystyle \pi /5} по часовой стрелке.
- Сфера Пуанкаре может быть также получена как фактор трёхмерной сферы по бинарной группе икосаэдра, или как фактор группы вращений трёхмерного пространства по группе вращений икосаэдра.
- Сфера Пуанкаре может быть также получена из трёхмерной сферы перестройкой Морса вдоль трилистника.

## Свойства
- Сфера Пуанкаре — единственная гомологическая трёхмерная сфера отличная от стандартной сферы и имеющая конечную фундаментальную группу.
- Надстройка сферы Пуанкаре является четырёхмерным гомологическим многообразием, но не топологическим многообразием.
- Двойная надстройка сферы Пуанкаре гомеоморфна стандартной пятимерной сфере.